# Benjamin Spradley
Benjamin Spradley (n. 18 ianuarie 1879, Washington⁠(d), Missouri, SUA – d. secolul al XX-lea) a fost un boxer ce a reprezentat Statele Unite ale Americii, medaliat olimpic. A participat la o ediție a Jocurilor Olimpice (1904) în care a câștigat o medalie de argint.

## Participări
Lista de mai jos prezintă principalele competiții la care a participat Benjamin Spradley de-a lungul carierei.
- boxing at the 1904 Summer Olympics – middleweight[*]